# Droga wojewódzka 571
Die Droga wojewódzka 571 (DW 571) ist eine 62 Kilometer lange Droga wojewódzka (Woiwodschaftsstraße) in der polnischen Woiwodschaft Masowien, die Naruszewo mit Pułtusk verbindet. Die Strecke liegt im Powiat Płoński, im Powiat Nowodworski und im Powiat Pułtuski.

## Streckenverlauf
Woiwodschaft Masowien, Powiat Płoński
-  Naruszewo (DW 570)
- Drochowo
- Krysk
- Nowy Krysk
- Słotwin
- Przyborowice Dolne
-  Przyborowice Górne (DK 7)
- Karolinowo
- Stara Wrona
- Nowa Wrona

Woiwodschaft Masowien, Powiat Nowodworski
- Borkowo
- Ruszkowo
- Stare Pieścirogi
-  Nasielsk (DW 632)
- Pniewo
- Poniaty Wielkie

Woiwodschaft Masowien, Powiat Pułtuski
- Skorosze
- Winnica
- Zbroszki
- Skarżyce
- Golądkowo
- Jeżewo
-  Pułtusk (Pultusk) (DK 57, DK 61, DW 618)